# Lucyna Andrzejewska
Lucyna Andrzejewska (ur. 2 grudnia 1929, zm. 15 kwietnia 2021) – polska ekolog, prof. dr hab.

## Życiorys
Obroniła pracę doktorską, następnie uzyskała stopień doktora habilitowanego. 26 października 1990 nadano jej tytuł profesora w zakresie nauk biologicznych. Została zatrudniona w Instytucie Biologii na Wydziale Biologicznym i Chemicznym Uniwersytetu w Białymstoku, oraz w Centrum Badań Ekologicznych PAN.
Zmarła 15 kwietnia 2021.